# Bluri
Bluri is een bestuurslaag in het regentschap Lamongan van de provincie Oost-Java, Indonesië. Bluri telt 2300 inwoners (volkstelling 2010).